# Rozbieg fal

Ilustracja obszaru (długości) rozbiegu fal

Rozbieg fal (ang. wave fetch) – obszar nad wodą, nad którym wieje wiatr i tworzy falowanie wietrzne. Długość rozbiegu fal oraz prędkość wiatru decydują o wysokości fali, jej okresie i innych charakterystykach. W obszarze rozbiegu obserwuje się często fale silnie skłócone. 
Dla każdej prędkości wiatru istnieją graniczne czasy wiania wiatru i graniczne długości rozbiegu, po przekroczeniu których, długości i wysokości fal dalej nie będą wzrastać - fala osiągnie swoje maksymalne możliwe rozmiary. Graniczna długość rozbiegu fal wzrasta wraz z prędkością wiatru. Dla wiatru o prędkości 11 m/s graniczna długość rozbiegu wynosi 363 km, fala osiąga średnią wysokość 1,84 m i długość 76 m. Najwyższe fale (3% fal) osiągają wysokość 3,9 m.
Wraz z siłą wiatru rośnie długość i czas rozbiegu, przez co maleje prawdopodobieństwo uzyskania falowania ustalonego.